# Claypool (Arizona)
Claypool – jednostka osadnicza w Stanach Zjednoczonych, w stanie Arizona, w hrabstwie Gila.